# Сафура Ализаде
Сафура Ализаде (на азербайджански: Səfurə Əlizadə) е азербайджанска певица, представила Азербайджан на конкурса Евровизия 2010.

## Биография
Баща ѝ е художник, а майка ѝ е пианистка и модна дизайнерка. Сафура е първата жена в своята родина, която свири на саксофон.
Нейната песен Drip Drop за конкурса Евровизия 2010, написана и продуцирана от шведския продуцент Андерс Баге. Парчето е миксирано от Никлас Фликт (получил награда „Грами“ за работата си по Toxic на Бритни Спиърс). С песента си заема 5-о място със 145 точки.